# Cabera undularia
Cabera undularia là một loài bướm đêm trong họ Geometridae.